# Kalendarz z Gezer

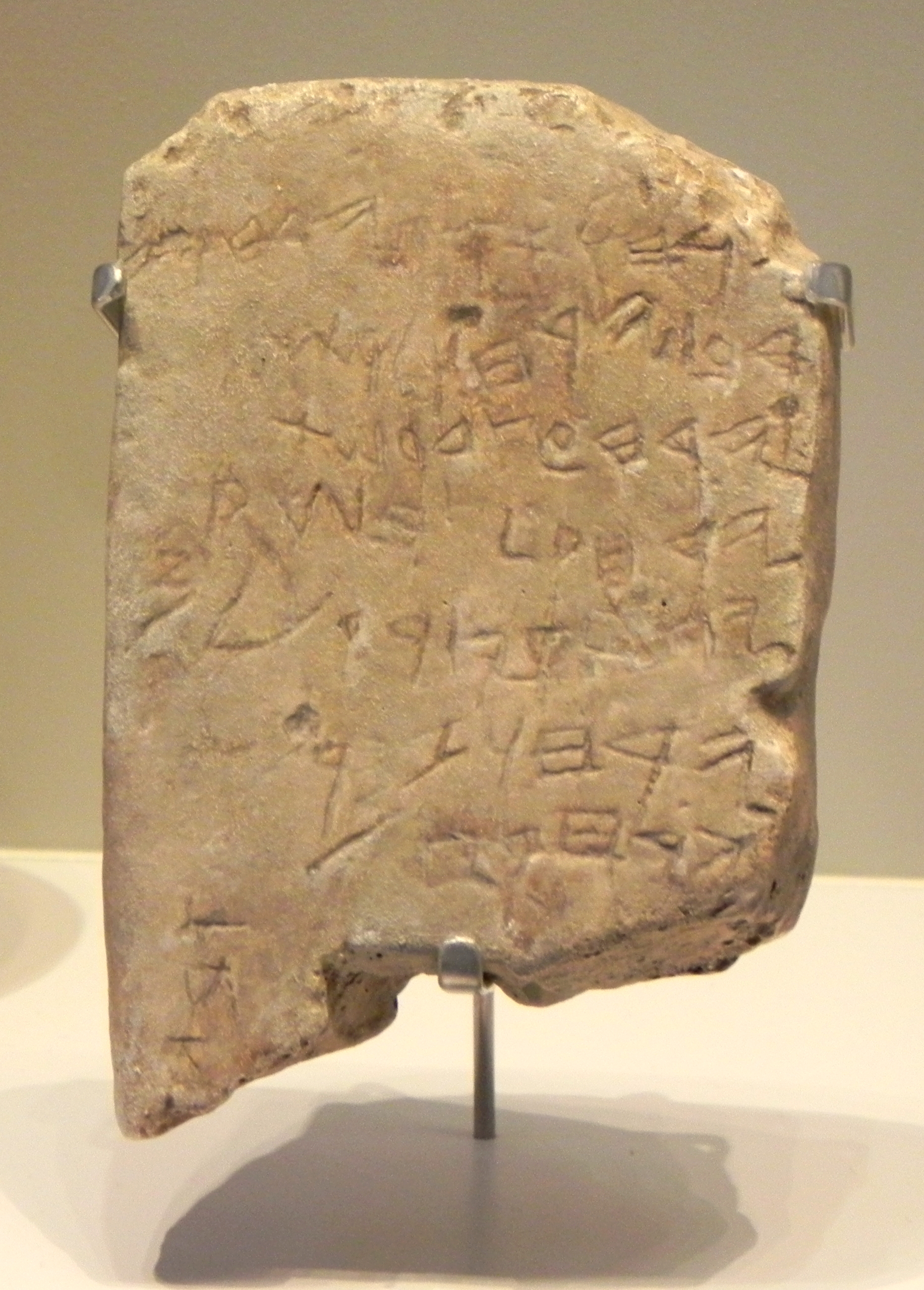
Replika Kalendarza z Gezer w Muzeum Izraela w Jerozolimie

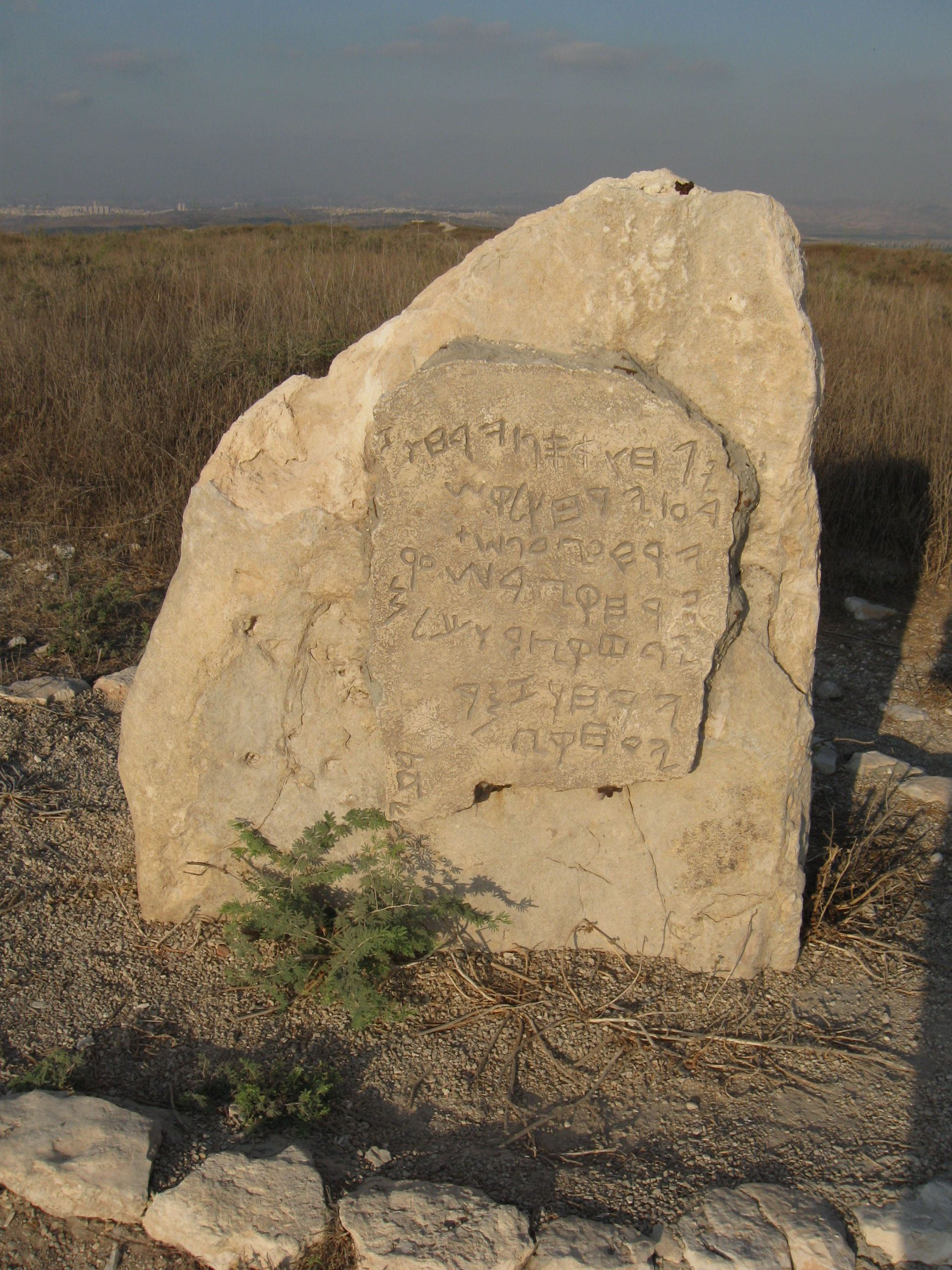
Kalendarz z Gezer jako część pomnika stojącego w starożytnym Gezer w Izraelu

Kalendarz z Gezer – wapienna tabliczka odkryta w 1908 roku w trakcie prac archeologicznych na stanowisku kryjącym pozostałości starożytnego miasta Gezer w Izraelu. Na tabliczce tej, datowanej na X wiek p.n.e., umieszczona jest protohebrajska inskrypcja wyliczająca miesiące kalendarza rolniczego. Tekst ten uważany jest przez wielu badaczy za najstarszy znany przykład użycia języka hebrajskiego w piśmie. Inni badacze biorą pod uwagę inne języki, w tym kananejski (E.Y. Kutcher) i fenicki (Dennis Pardee) na podstawie analizy językowej.

## Odkrycie
Tabliczka odnaleziona została w 1908 roku w starożytnym Gezer (obecne Tel el-Jazari w Izraelu) przez archeologa R.A.S. Macalistera prowadzącego tam wykopaliska z ramienia Palestine Exploration Fund. Zabytek ten, wykonany z wapienia, ma 11,1 cm wysokości i 7,2 cm szerokości. Z powodu dość prymitywnych metod użytych przez Macalistera przy badaniu stratygrafii stanowiska dokładne datowanie tabliczki nie jest możliwe, ale większość uczonych przyjmuje, iż powstać ona musiała w X wieku p.n.e. Obecnie tabliczka znajduje się w zbiorach Muzeum Archeologicznego w Stambule pod numerem inwentarzowym 2089 T.

## Inskrypcja
Na tabliczce znajduje się protohebrajska inskrypcja uważana za najstarszy istniejący przykład użycia języka hebrajskiego. Tekst ten wylicza kolejno miesiące kalendarza rolniczego:
„Dwa miesiące zbiorów. Dwa miesiące siania. Dwa miesiące późnego siania.
Miesiąc wyrywania lnu.
Miesiąc zbioru jęczmienia,
Miesiąc, kiedy wszystko [inne] jest zbierane.
Dwa miesiące przycinania [winorośli].
Miesiąc letnich owoców.”
Tekst podpisany jest z boku, na marginesie, imieniem Abija, będącym skróconą formą biblijnego imienia Abijah (Abiasz). Imię to wskazuje, iż autor tekstu był Izraelitą.
Z powodu niestarannego wykonania inskrypcja uważana jest za dzieło ucznia uczącego się pisać. Inni uczeni widzą w niej rodzaj rytmicznej wyliczanki mającej ułatwić zapamiętanie kolejnych miesięcy. Jeszcze inni badacze uważają, iż takie tabliczki umieszczano w lokalnych sanktuariach, a znajdujące się na nich inskrypcje miały być rodzajem modlitwy do Jahwe o pomyślne żniwa.
Kalendarz z Gezer nie zaczyna się późną zimą lub wiosną, wraz z tradycyjnym początkiem cyklu rolniczego, ale jesienią, kiedy to zaczynał się nowy rok w starożytnym Izraelu.